# محمد علي معروف الخولي
محمد علي معروف الخولي هو كاتب و باحث وخبير مصري في الإعلام والترجمة الدولية.

## حياته
ولد محمد الخولي في 23 نوفمبر 1938م في المنوفية بمصر، وحصل على ليسانس في الأدب الإنجليزي من جامعة القاهرة، وعلى دبلوم الدراسات العليا في علم النفس والتربية من جامعة عين شمس، ودبلوم الدراسات العليا بكلية الإعلام من جامعة القاهرة، ودبلوم الاقتصاد السياسي من جامعة نيويورك.
عمل مذيعاً وصحفياً ومستشاراً ومحاضراً في عدد من المؤسسات الإذاعية والصحفية ومعاهد التدريب الإعلامي في العالم العربي، كما كان مسئولاً إعلامياً ومترجماً ثم كبير للمترجمين في منظمة الأمم المتحدة، ومحاضراً في المعهد العالي العربي للترجمة في الجزائر، ولا يزال معتمداً لدى المنظمة الدولية كخبير في الترجمة والتحرير. ويقوم أيضاً بنشر مقالاته ودراسته في الصحف والمجلات بمصر وخارجها، إذ له عمود أسبوعي بجريدة العربي الناصري القاهرية بعنوان ((آخر زمن))، وله استعراضات مطولة لكتب أجنبية في جريدة البيان الإماراتية بصفة شبه أسبوعية.

## العضوية والمناصب
- عضو الإتحاد الدولي للمترجمين بجنيف.
- عضو نقابة الصحفيين المصرية واتحاد الصحفيين العرب.
- عضو اتحاد الصحفيين الدولي.
- عضو الأكاديمية الأمريكية للعلوم السياسية في نيويورك.
- عضو جمعية مستقبل العالم في واشنطن.
- عضو لجنة الترجمة بالمجلس الأعلى للثقافة.
- مذيع ومقدم برامج سياسية في إذاعات القاهرة (صوت العرب).
- خبير في الشؤون السياسية العربية.
- مدير الصحافة والإعلام برئاسة مجلس الوزراء.
- مدير إدارة مركز دراسات الوحدة العربية الكويت - بيروت.
- زميل الأكاديمية الأمريكية للعلوم السياسية بنيويورك.[2]

## أعماله
ألف محمد علي معروف الخولي العديد من الكتب، أبرزها:
- القرن الحادي والعشرون، (دار الهلال - القاهرة).
- قضايا وأفكار معاصرة، (دار البيان، الإمارات العربية المتحدة).
- الفضائيات العربية في مواجهة الإرهاب، (اتحاد الإذاعات العربية، تونس).
- صراع الصورة بين العرب والغرب، (اتحاد الإذاعات العربية، تونس).
- دليل القارئ الذكي إلى عيون التراث العربي.
- كتب في حياتهم
- الشرق الأوسط الكبير، (دار الهلال - القاهرة).
- الشرق الأوسط والعالم أفكار وكتابات، (دار الجمهورية للصحافة السلسلة: كتاب الجمهورية في 28 أبريل 2015م).

كما ترجم كتباً أخرى، وهي:
- الإسلام والمسلمون في أمريكا، (المجلس الأعلى للثقافة – القاهرة).
- الشرق والغرب، (المنظمة العربية للترجمة - بيروت).

## الجوائز
حصل محمد علي معروف الخولي على جائزة الملك عبد الله للترجمة، في مارس 2010م.